# Klaus Rudolf Werhand
Klaus Rudolf Werhand (* 4. Dezember 1938 in Neuwied; † 20. März 2009 ebenda) war ein deutscher Kunstschmied und Bildhauer, speziell im Bereich der Metallbildnerei.

## Familie
Werhand entstammte einer alten Handwerker-Familie aus Niederbieber und war der Sohn des Klempner- und Installateur-Meisters Peter Werhand und der Schneidermeisterin Helene Werhand, geborene Neumann. Er heiratete 1960 Renate Kuhn (* 3. Oktober 1939 in Neuwied), Tochter des Schlossers und Rennfahrers Hermann Kuhn, und dessen Ehefrau Helma Gondolo. Aus der Ehe stammen die Tochter Susanne und Sohn Martin Werhand. Der Sohn studierte Germanistik und ergriff den Beruf des Verlegers. 1997 gründete dieser den Martin Werhand Verlag.

## Werdegang
Klaus Rudolf Werhand absolvierte nach der Schule im hauseigenen Familienbetrieb eine Lehre als Klempner und Installateur. 1959 ging er zur Bundeswehr und machte dort bei der Luftwaffe bis 1964 eine Ausbildung zum Flugzeug-Zellenbau-Mechaniker. 1965 legte er seine Meisterprüfung im Klempner- und Installateur-Handwerk ab und arbeitete im Anschluss von 1965 bis 1970 bei seinem älteren Bruder Dietrich Werhand (1937–2021), der den Familienbetrieb der vom Vater 1939 gegründeten Firma Werhand zu einem mittelständischen Gewerbe als GmbH & Co. ausbaute.
Bereits mit 14 Jahren begann Werhand Treibarbeiten in Kupfer herzustellen. 1970 machte er sich schließlich als Metallbildhauer selbständig. Er erlernte unter anderem bei einem Künstler in Kaufbeuren sein Handwerk und wurde letzter Schüler des bekannten Kunstschmiedes Carl Wyland in Köln, wo er die Feinheiten des Kunstschmiedehandwerks studierte. Carl Wyland verstarb wenige Jahre später 1972 hochbetagt in seiner Heimatstadt.
Während der 1960er und 1970er Jahre hatte er zahlreiche Ausstellungen von Kupfer-Treibarbeiten, unter anderem in Berlin, Frankfurt am Main und München und auch eine Ausstellung bei der Handwerkskammer Koblenz, die der Fotograf Herbert Gauls 1971 dokumentierte.
1979 weihte die Stadt Neuwied eine vom Künstler Klaus Rudolf Werhand geschaffene Brunnenanlage am Luisenplatz ein. Zu Beginn der 1980er Jahre wandte sich Friedrich Wilhelm zu Wied mit dem Auftrag zur Herstellung von schmiedeeisernen Lampen am Schloss Neuwied an Werhand.
Klaus Rudolf Werhand fertigte im Laufe seines Lebens aus den Materialien Kupfer, Messing, Bronze, Aluminium und Stahl neben den Aufträgen für die öffentliche Hand auch zahlreiche Metallplastiken und andere Kunsthandwerke. Darunter: Kaminschürzen, Türblätter, Plastiken, zahlreiche Gemälde und Kupferstiche, unter anderem nach Motiven von Albrecht Dürer und Rembrandt van Rijn, Wappen, Leuchten, Reliefs und Porträts sowie handgeschmiedete Fenstergitter, Treppengeländer, Kerzenständer, Lampen und diverse Kunstgegenstände.
Werhand war seit 1970 eingetragenes Mitglied im Berufsverband Bildender Künstler Rheinland-Pfalz.
Aus gesundheitlichen Gründen musste sich Klaus Rudolf Werhand Ende der 1990er Jahre von seinem Beruf als Kunstschmied zurückziehen. Er verstarb am 20. März 2009 im Alter von 70 Jahren nach langer Krankheit in seiner Heimatstadt Neuwied.

## Ausstellungen (Auswahl)
- 1971: vom 08.06. – 12.07. Klaus Rudolf Werhand – Metall[4] Foto von Herbert Gauls
- 1971: vom 19.07. – 30.08. Klaus Rudolf Werhand – Ausstellung von Kupfer-Treibarbeiten in Koblenz am Rhein

## Werke

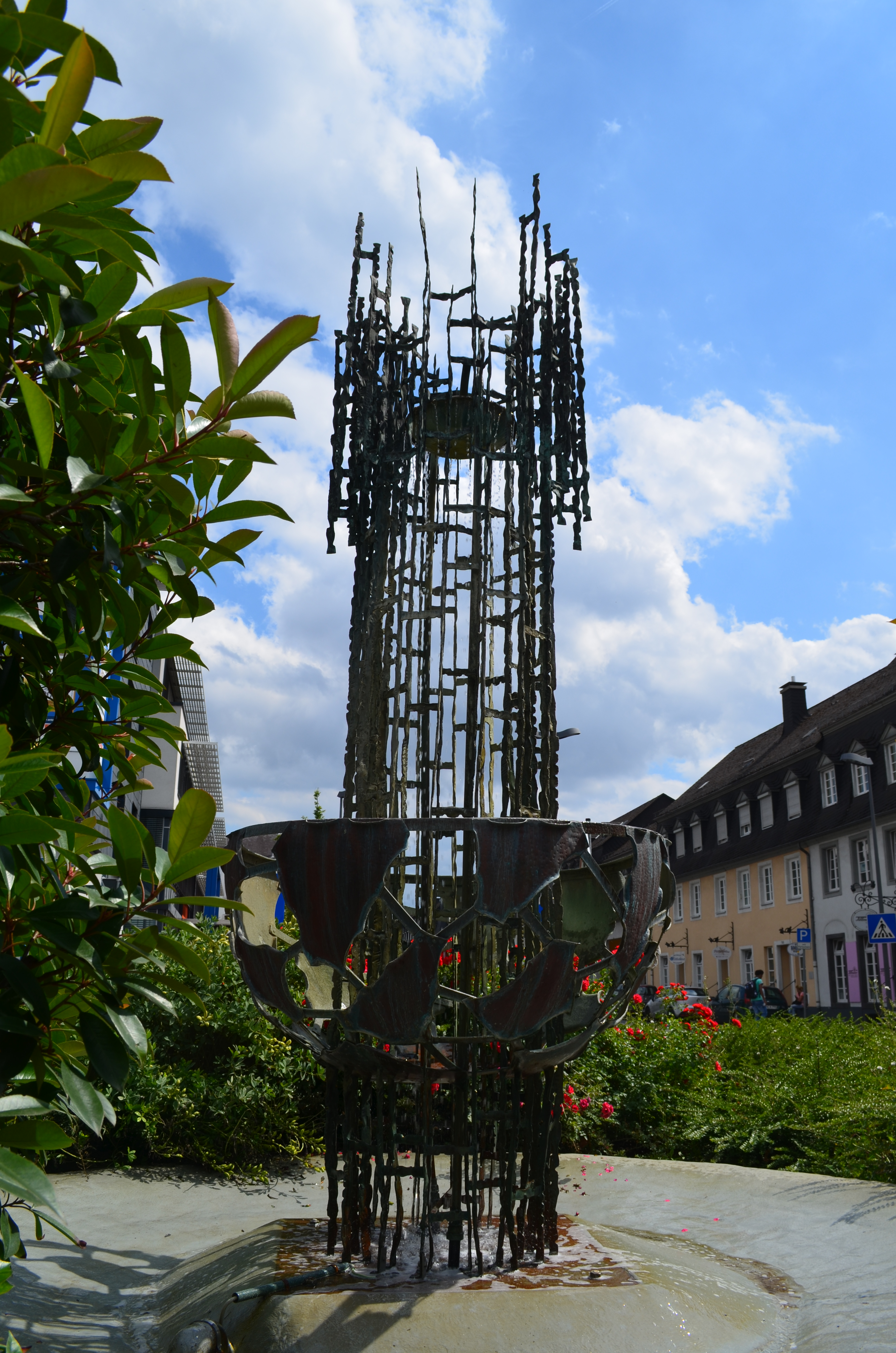
Klaus Rudolf Werhand-Brunnen – Langendorfer Straße in Neuwied (Herstellung 1971 – aufgestellt im Jahr 1979)

### Kunstschmiedearbeiten
Werhand schuf ein vielschichtiges bildhauerisches und künstlerisches Werk und hat in öffentlichem Auftrag die unterschiedlichsten Werke geschaffen. Seine Arbeiten wurden bei zahlreichen Ausstellungen gezeigt und in der Öffentlichkeit aufgestellt.
- Brunnenanlage Klaus-Rudolf-Werhand-Brunnen in der Stadt Neuwied 1979 (Langendorfer Straße 143, 56564 Neuwied)
- Herstellung eines Kriegerehrenmales in Kupfer
- Herstellung von schmiedeeisernen Lampen am Schloss Neuwied Anfang der 1980er Jahre[5]

### Rezeption
„„Das Kunstwerk, dessen Ausführung man dem aus Neuwied stammenden und auch mehrfach preisgekrönten Metallbildhauer Klaus Rudolf Werhand in Melsbach übertrug, war ein Brunnen aus 180 laufenden Metern und rund sieben Zentnern schwerem, handgeschmiedeten Kupferband. Nachdem der Brunnen 1971 kunstvoll gefertigt war, sollte es noch acht Jahre dauern, bis er endlich auf dem Luisenplatz seinen Platz fand. Seit den Tagen, als Neuwied sein großes Deichstadtfest inszenierte, bereichert er nun als oft bewundertes Schmuckstück die Innenstadt. Der kupfernde Brunnen, dessen fast zierliche Kaskadenformen an der Pfarrstraße gegenüber der Post runde vier Meter hochragen und dessen angestrahlte Wassersäule in der Dunkelheit Blickfang ist“.“

### Bilder

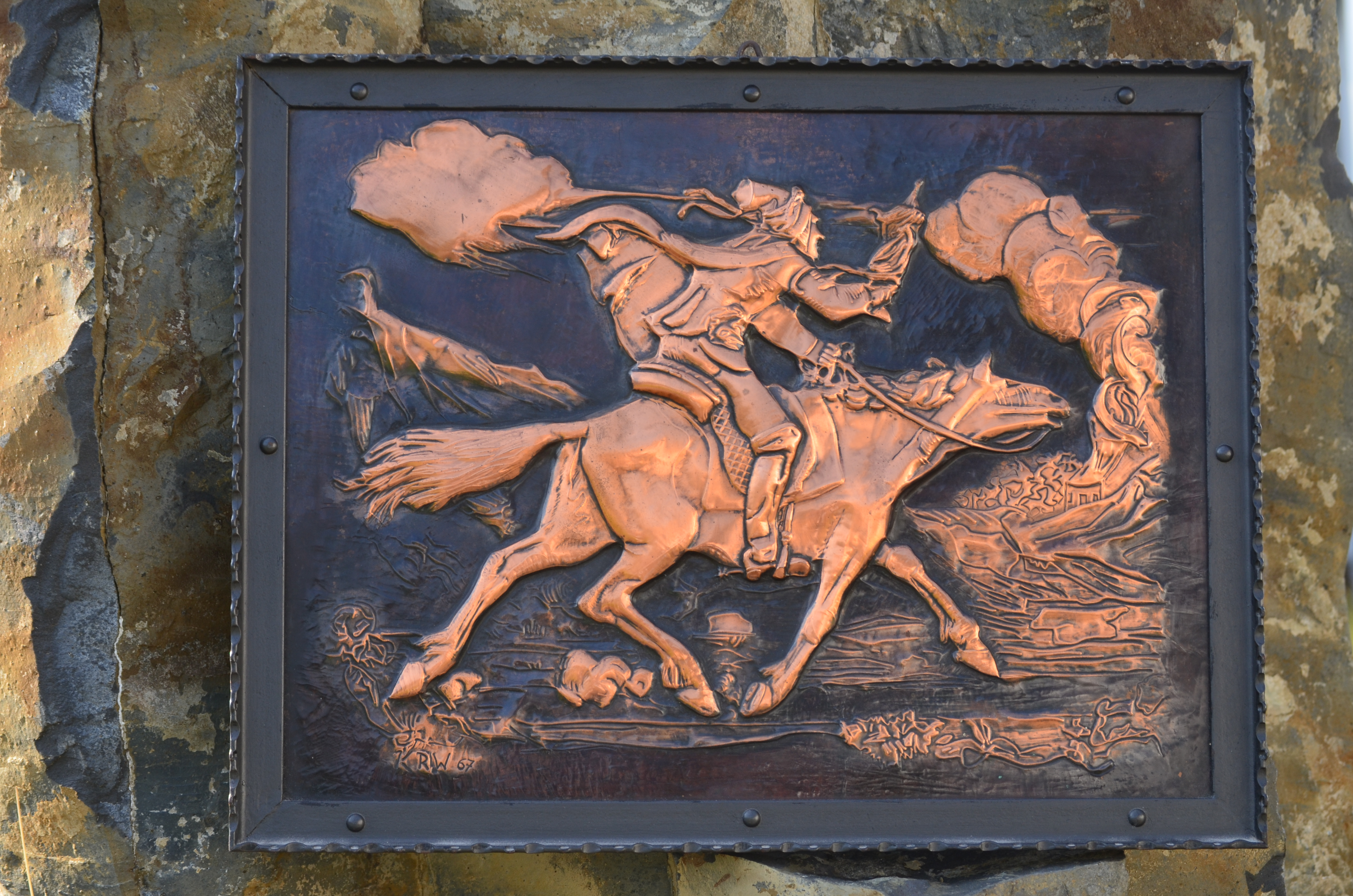
Der Geisterreiter (Kupferbild von 1967)
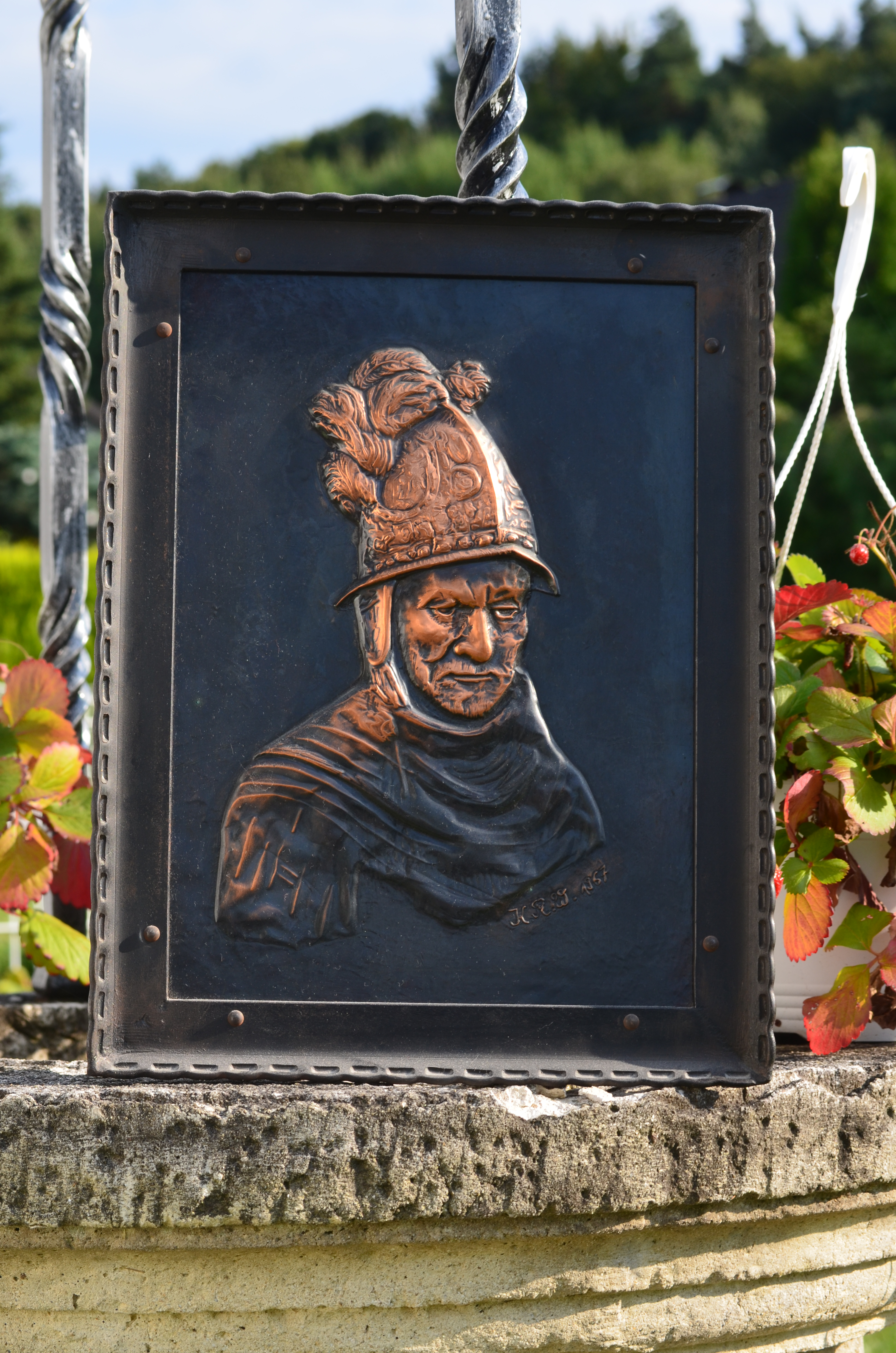
Der Mann mit dem Goldhelm (Kupferbild von 1967 nach Motiven von Rembrandt)
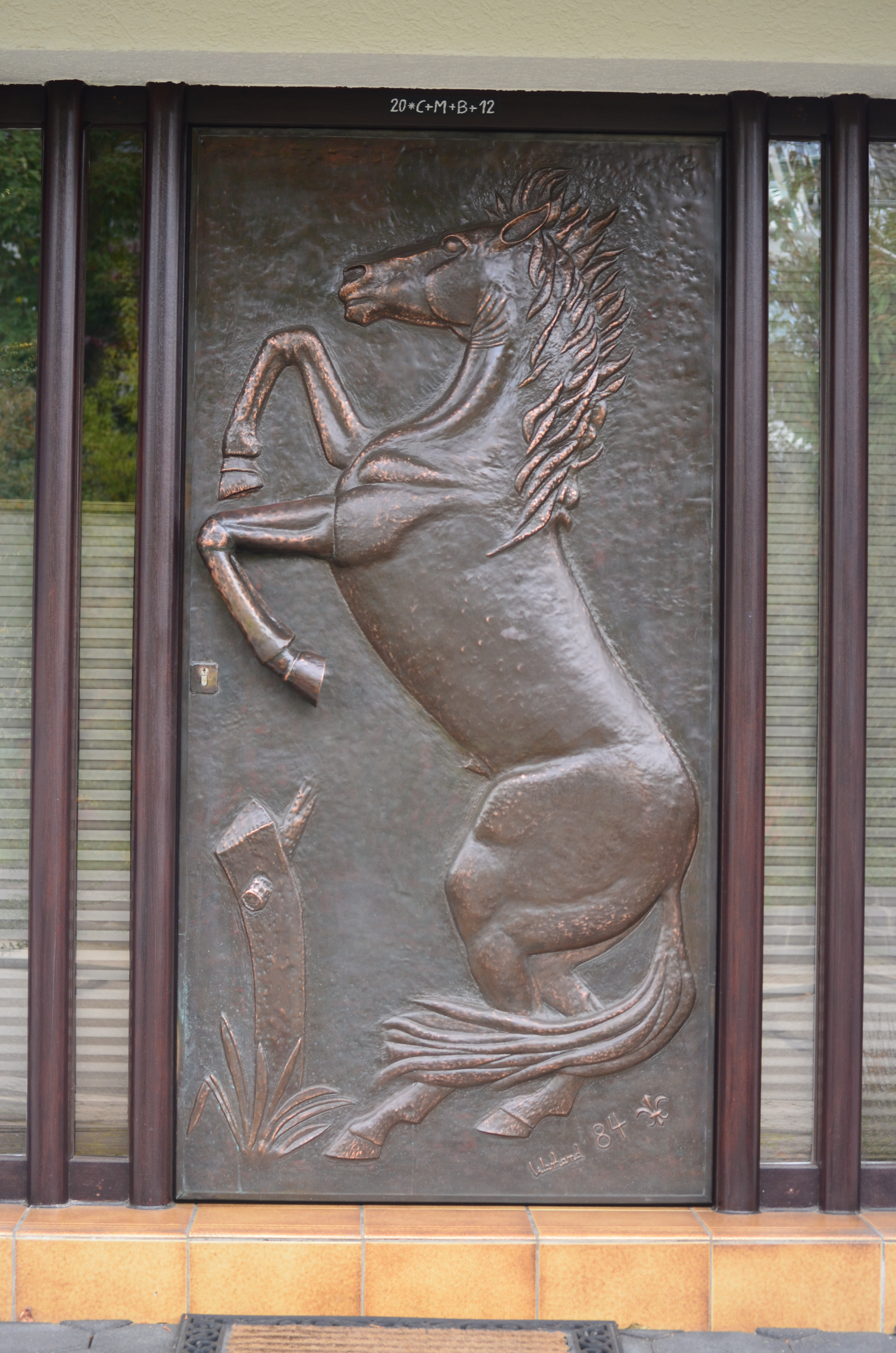
Das Pferd (Kupfertür von 1984)
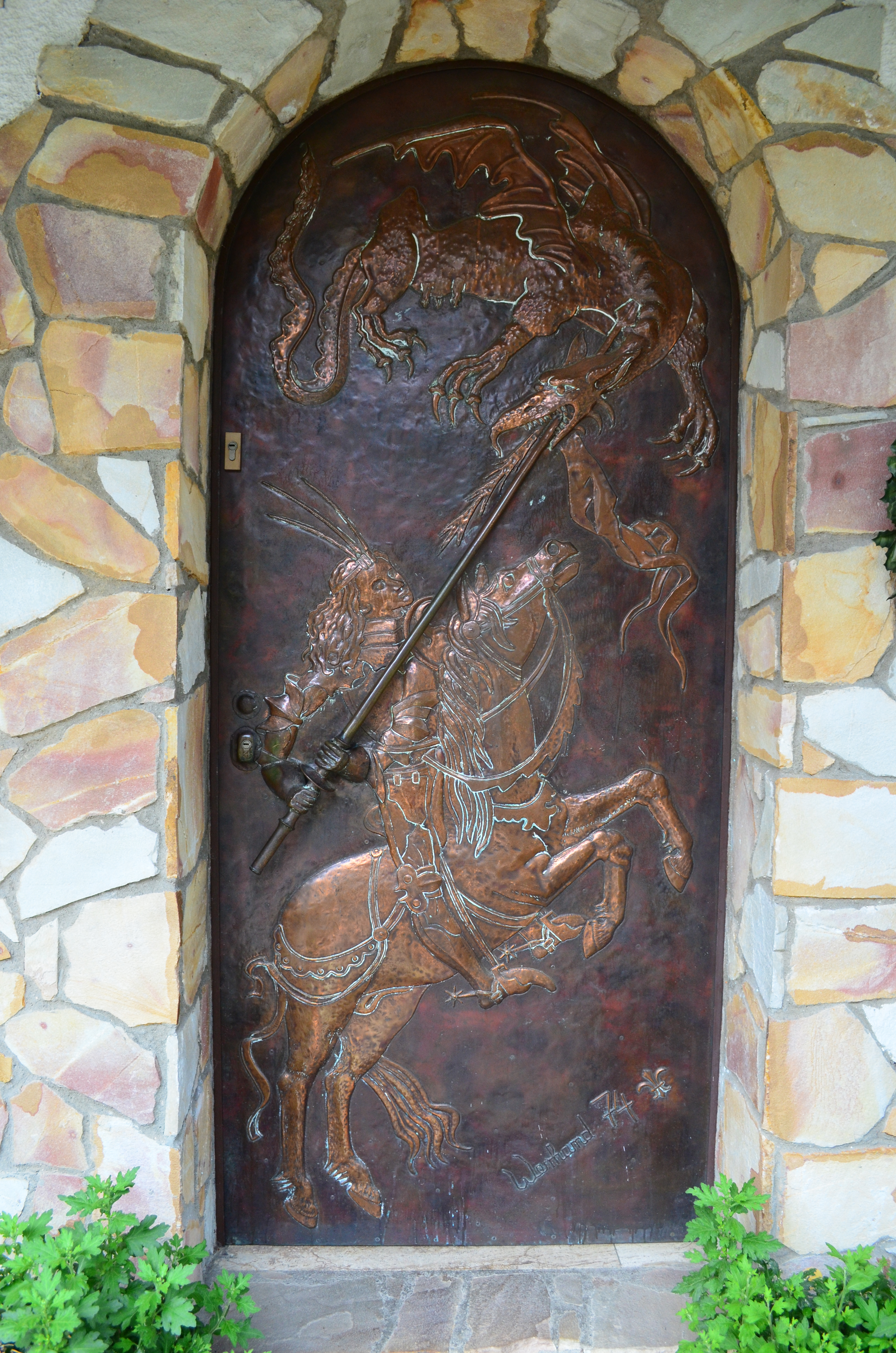
Der Drachentöter (Kupfertür von 1974)
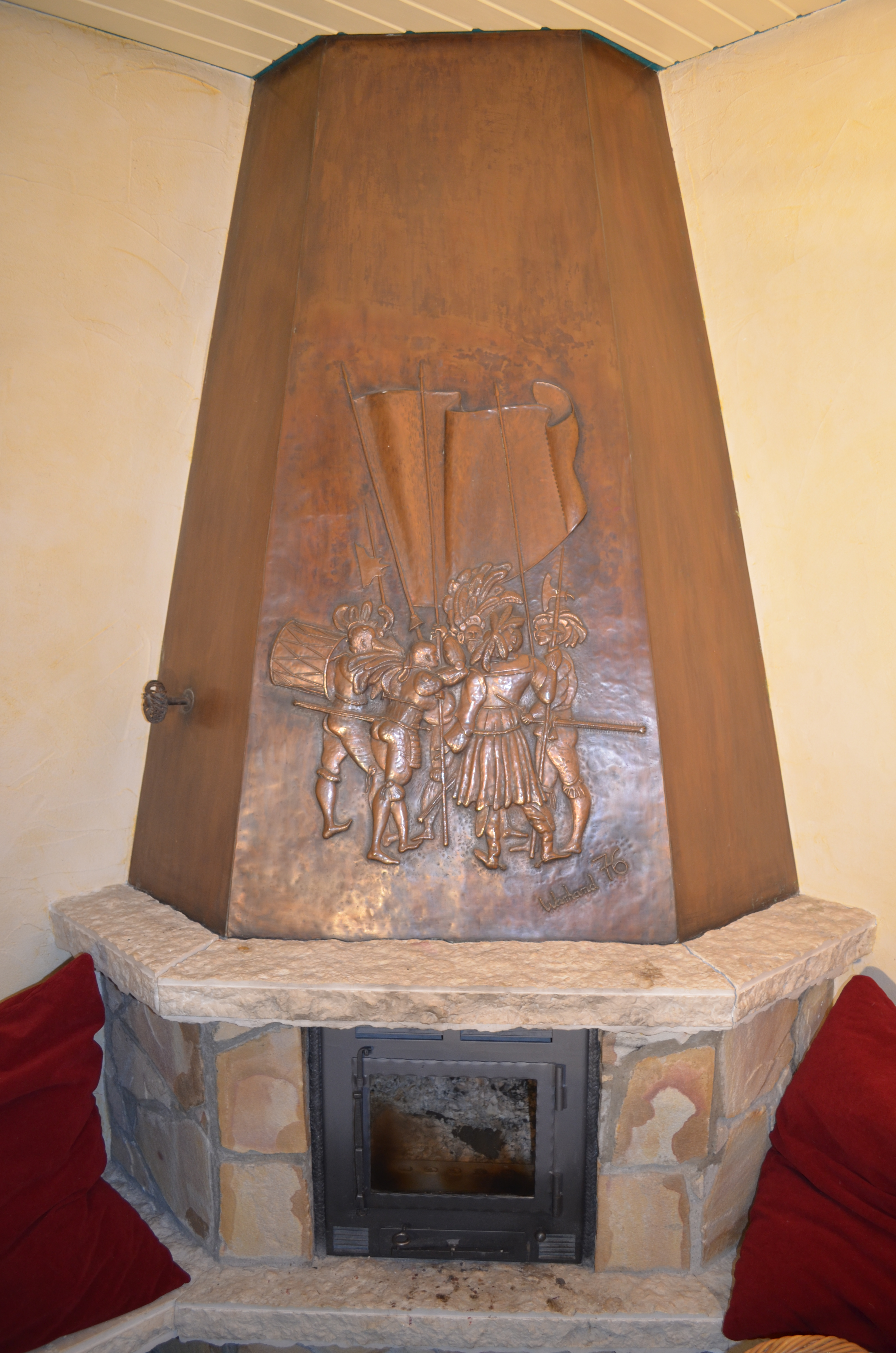
Kaminschürze (1976) von Klaus Rudolf Werhand
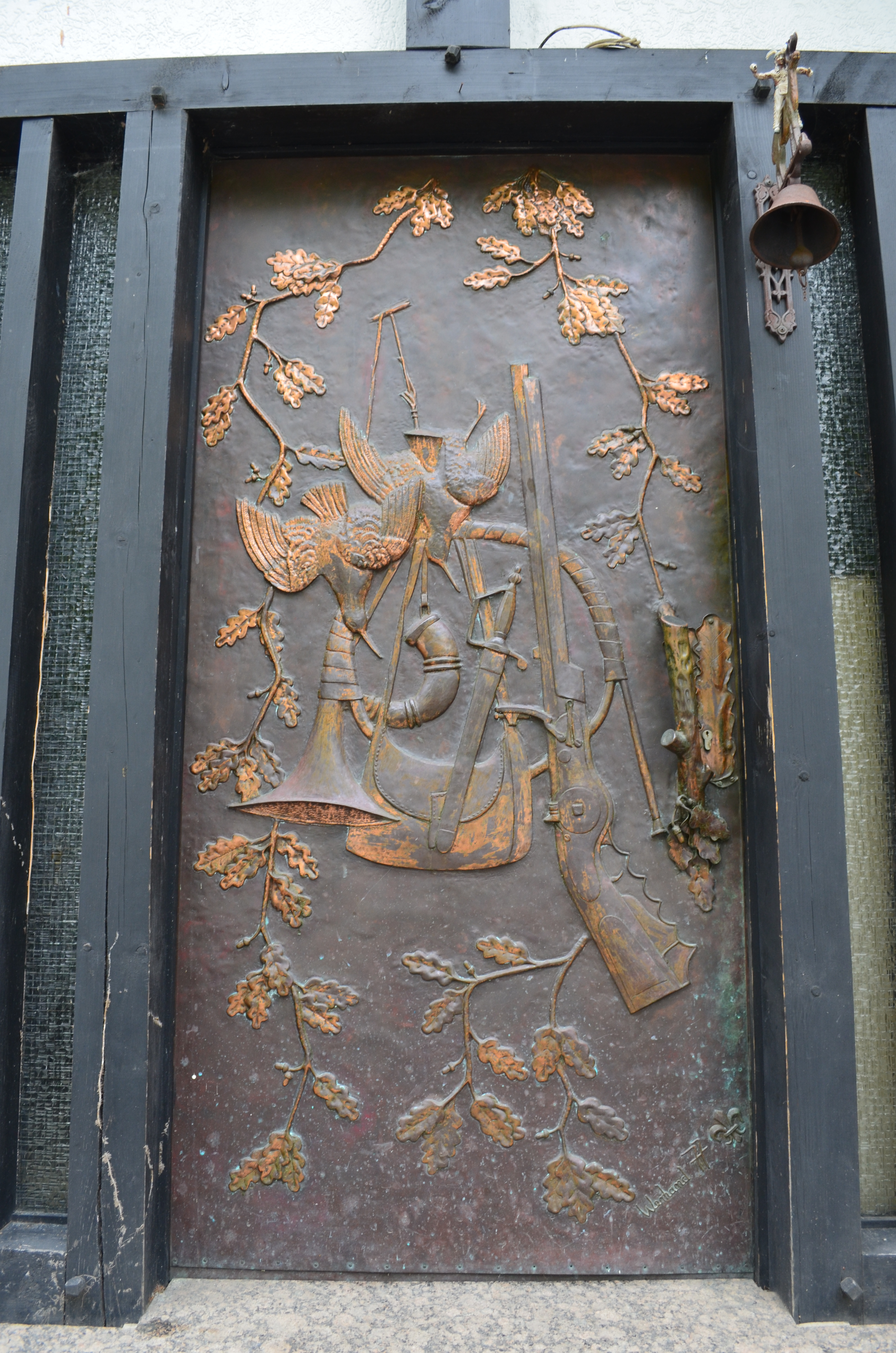
Jägerutensilien (Kupfertür der Laubachsmühle in Altwied von 1977)
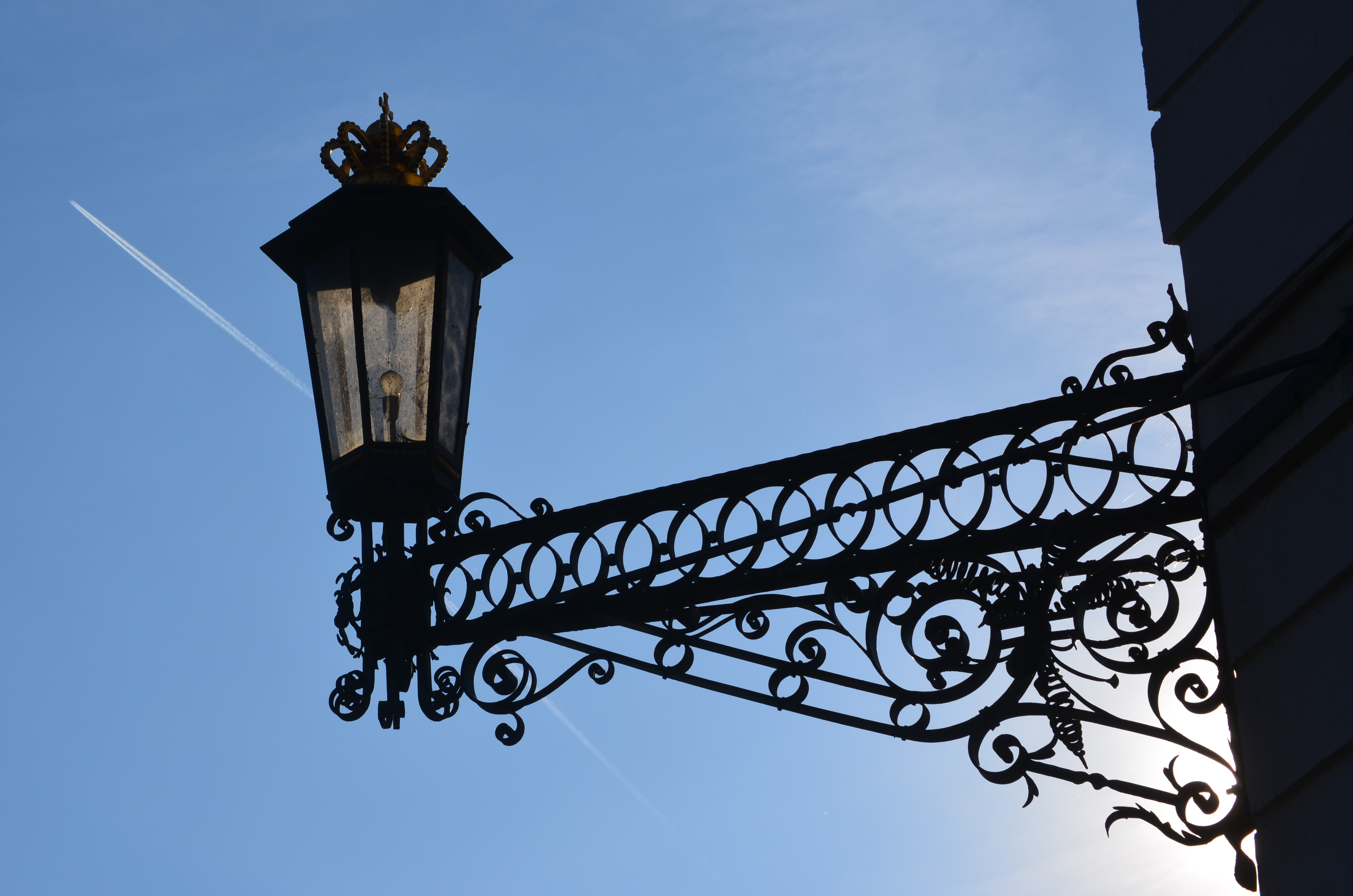
Lampen am Schloss Neuwied (Anfang der 1980er Jahre)
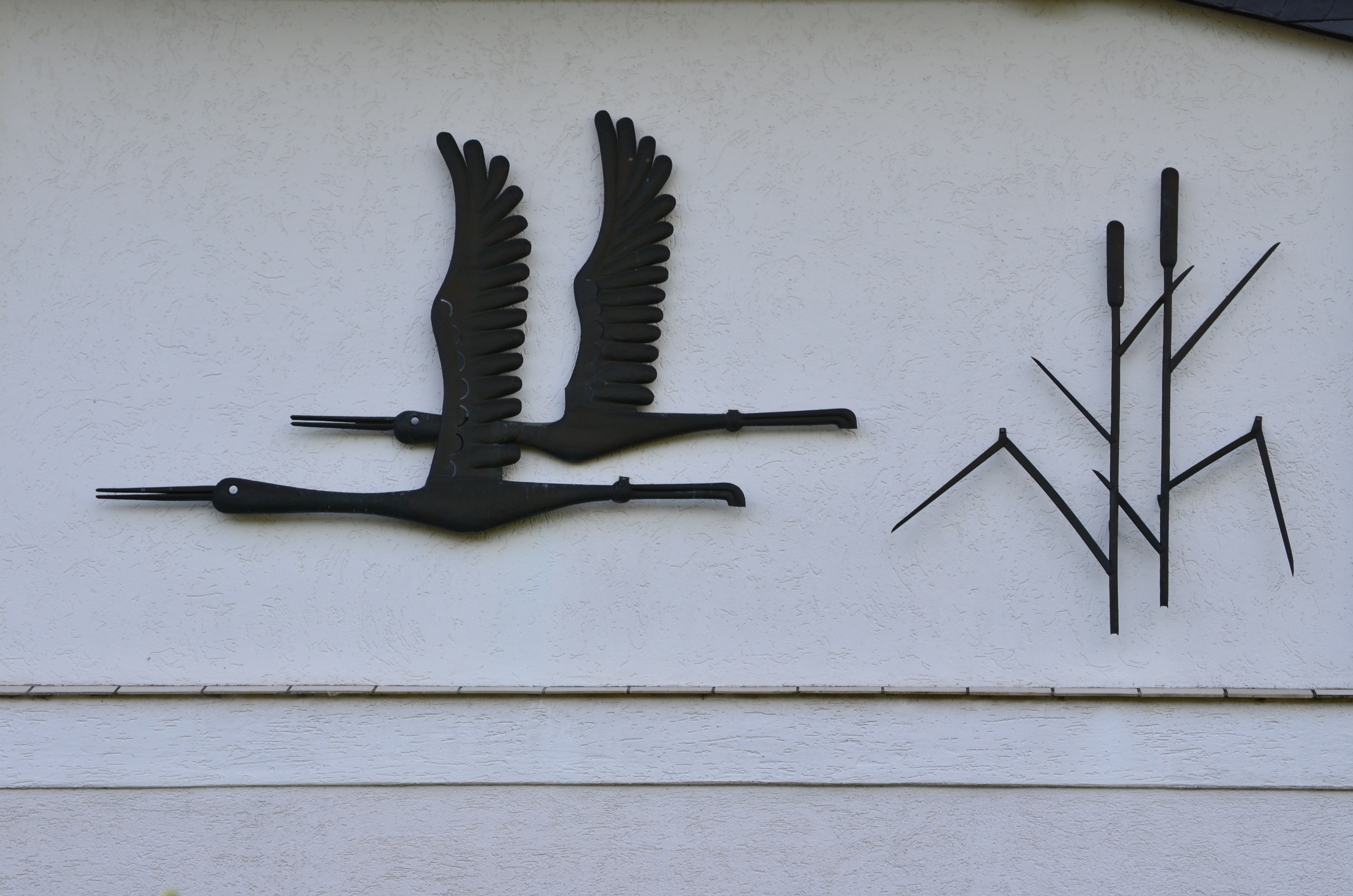
Fliegende Kraniche (Motiv Anfang der 1980er Jahre)